# Tresnuraghes
Tresnuraghes település Olaszországban, Szardínia régióban, Oristano megyében. Lakosainak száma 1016 fő (2023. január 1.). Tresnuraghes Cuglieri, Flussio, Magomadas és Sennariolo községekkel határos.

## Népesség
A település lakossága az elmúlt években az alábbi módon változott:
| Lakosok száma | 1148 | 1163 | 1016 |
|               | 2017 | 2018 | 2023 |